# Anatolian Studies
Anatolian Studies ist die jährlich erscheinende Zeitschrift des British Institute at Ankara. Es befasst sich vor allem mit der Türkei und dem Küstensaum des Schwarzen Meeres in allen akademischen Disziplinen, vor allem im Bereich der Künste, der Geisteswissenschaften, der Wirtschafts- und Sozialwissenschaften sowie der Umweltgeschichte. Besonderer Schwerpunkt ist jedoch die Archäologie. Herausgeber sind die Archäologin Naoise Mac Sweeney sowie Gina Coulthard vom British Institute at Ankara.